# Đài quan sát Đăng Phong Quan

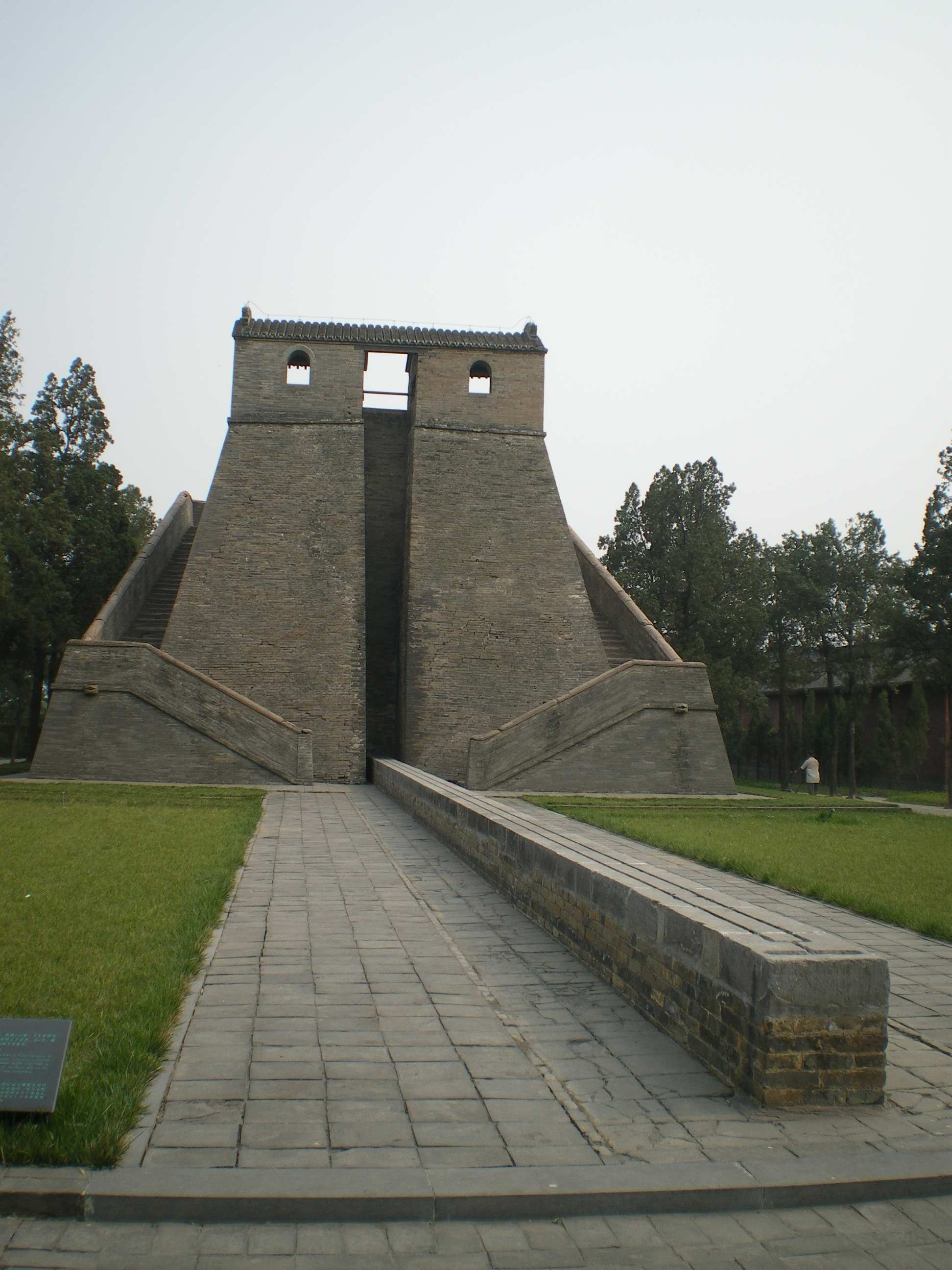
Đài quan sát Cảo Thành được xây dựng năm 1276.

Đài quan sát hay Đài thiên văn Đăng Phong (tiếng Trung: 登封觀星台) hay còn gọi là Đài quan sát Cảo Thành là một di sản thế giới nằm trong đền thờ Chu Công Đán nằm tại thị trấn Cảo Thành, gần Đăng Phong thuộc tỉnh Hà Nam, Trung Quốc. Đây là đài quan sát có lịch sử lâu đời từ thời Tây Chu cho đến đầu thời nhà Nguyên. Ngoài ra còn có một kim mặt trời được sử dụng cho lịch Đại Diễn năm 729.

## Lịch sử
Người ta tin rằng Chu Công Đán (1042 TCN) là người đã xây dựng lên nơi này để quan sát Mặt Trời. Ông là người quan tâm đến toán học, thiên văn và chiêm tinh học được ghi chép trong cuốn Chu Bễ Toán Kinh được coi là cuốn sách về thiên văn học đầu tiên của Trung Quốc.
Đến thời nhà Đường, Nhất Hạnh (683–727) đã xây dựng lại hai mươi kim mặt trời chuẩn hóa khắp Trung Quốc để đo lường phương trình thời gian tùy thuộc vào vị trí địa lý. Theo một đề xuất của Lưu Trác từ năm 604 của CN, 10 trong số này được căn chỉnh dọc theo kinh tuyến 114 độ Đông kéo dài từ Trung Á xuống Việt Nam để xác định chu vi của Trái Đất. Một trong số này là nằm tại Cảo Thành. Các kết quả quan sát được sử dụng để thiết lập Đại Diễn Lịch. Phía nam của đài quan sát là đền thờ của Chu Công Đán. Theo Chu lễ, nơi này là trung tâm của Trái Đất.
Đến năm 1276, đài thiên văn lớn được xây dựng vào thời Hốt Tất Liệt triều đại nhà Nguyên và được Quách Thủ Kính (1231-1215) và Vương Tuân (1235-1281) sử dụng để quan sát sự chuyển động của Mặt Trời, các vì sao và ghi lại thời gian.
Công trình được xây bằng gạch và đá xanh bao gồm hai phần là thân tháp và thước đo (khuê biểu) làm từ đá xanh còn được gọi là Hylocereus. Phần thân cao 9,46 mét nằm trên một nền cao, với hai gác được xây dựng phía trên, tạo thành tổng chiều cao lên đến đỉnh gác là 12,62 mét. Khoảng cách giữa hai gác được gắn một kim mặt trời. Một căn gác là nơi có đồng hồ nước trong khi cái còn lại là nơi có trụ cầu mao dẫn. Thước đo đá xanh có chiều dài 31,19 mét và rộng 0,53 mét được tạo thành từ 36 viên đá xanh vuông vắn và có hai rãnh dẫn nước để hiệu chỉnh. Thước đo này luôn hướng về phía về phía bắc giống như đường kinh tuyến.

## Hình ảnh

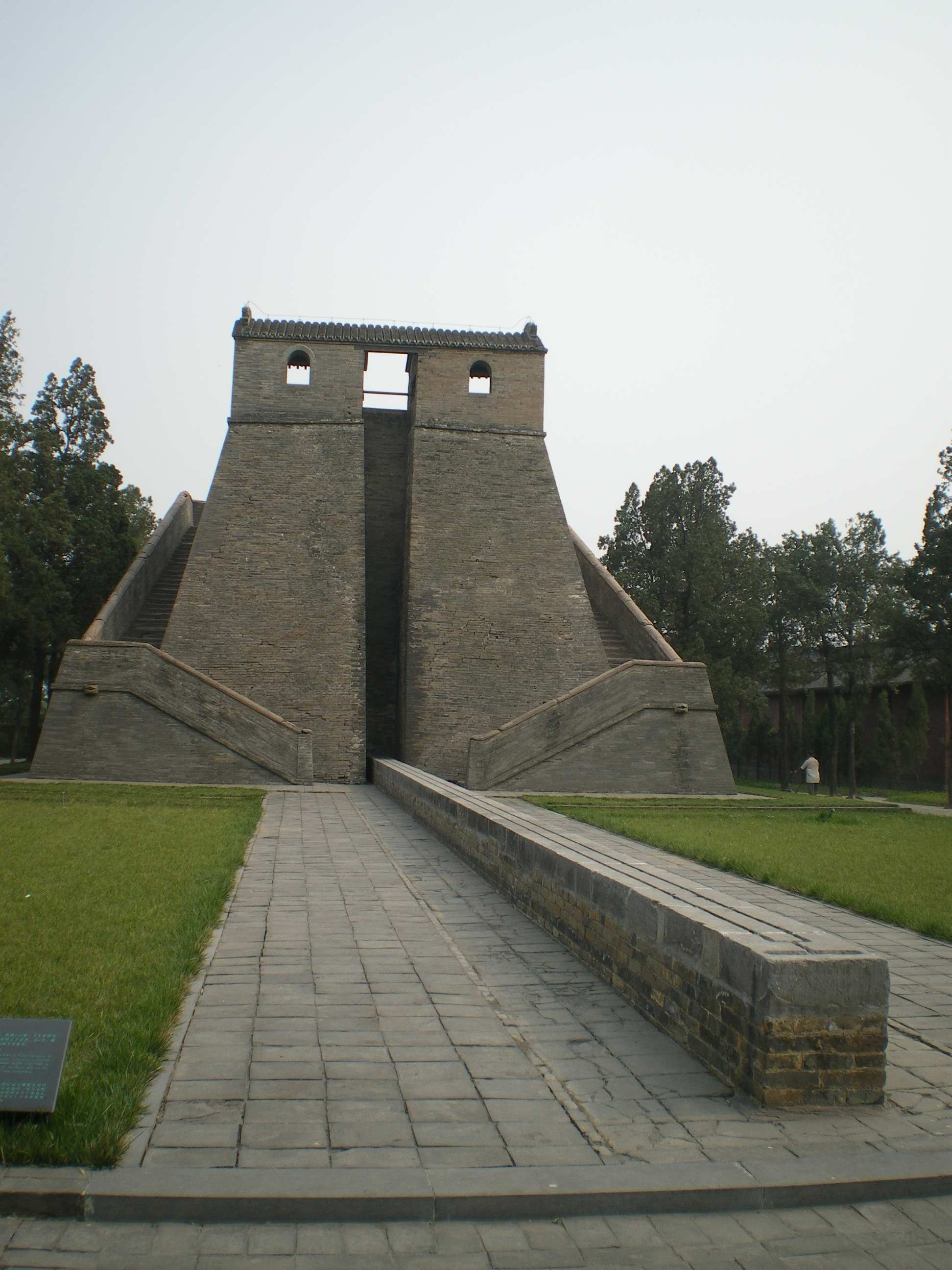
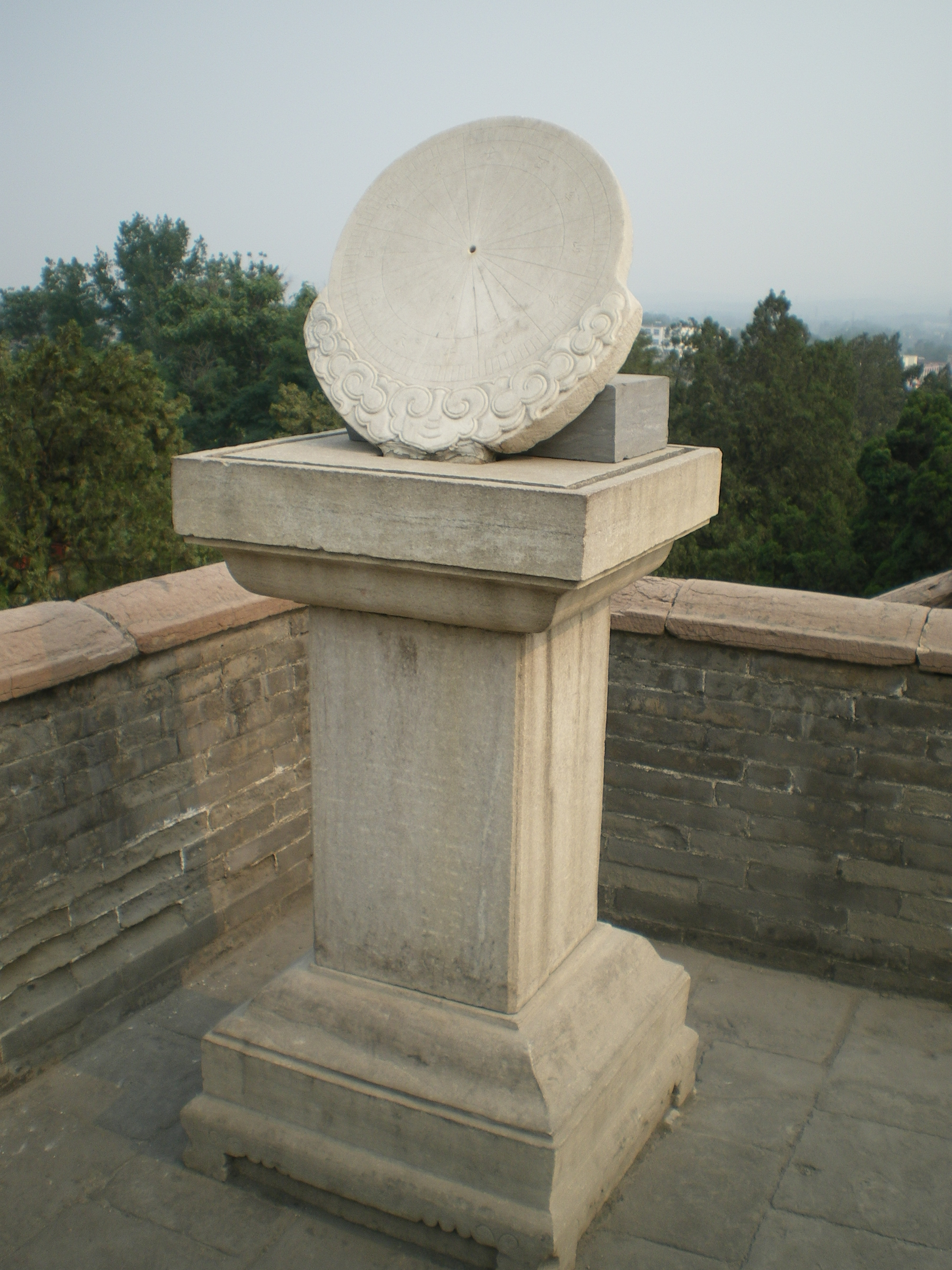
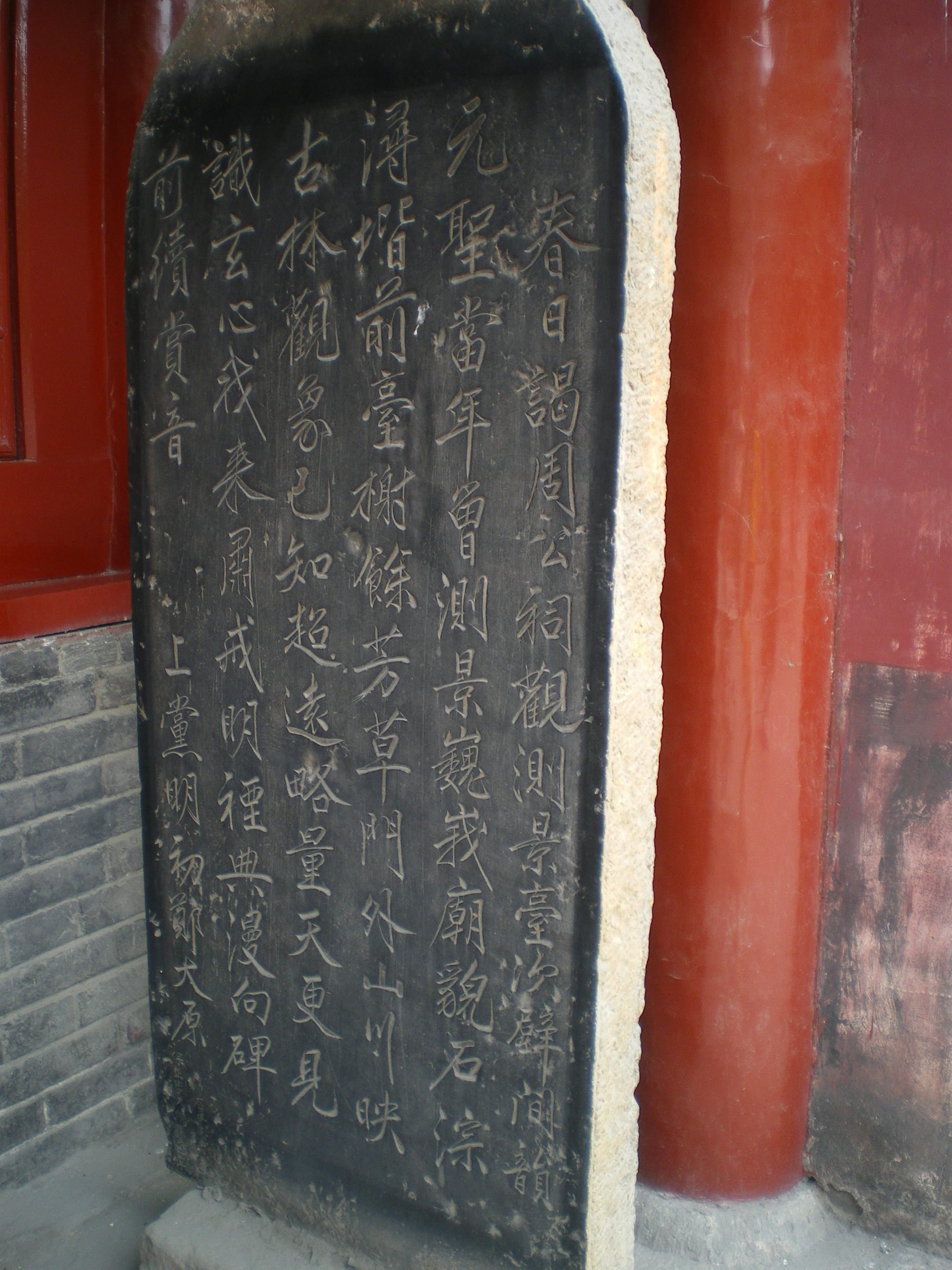
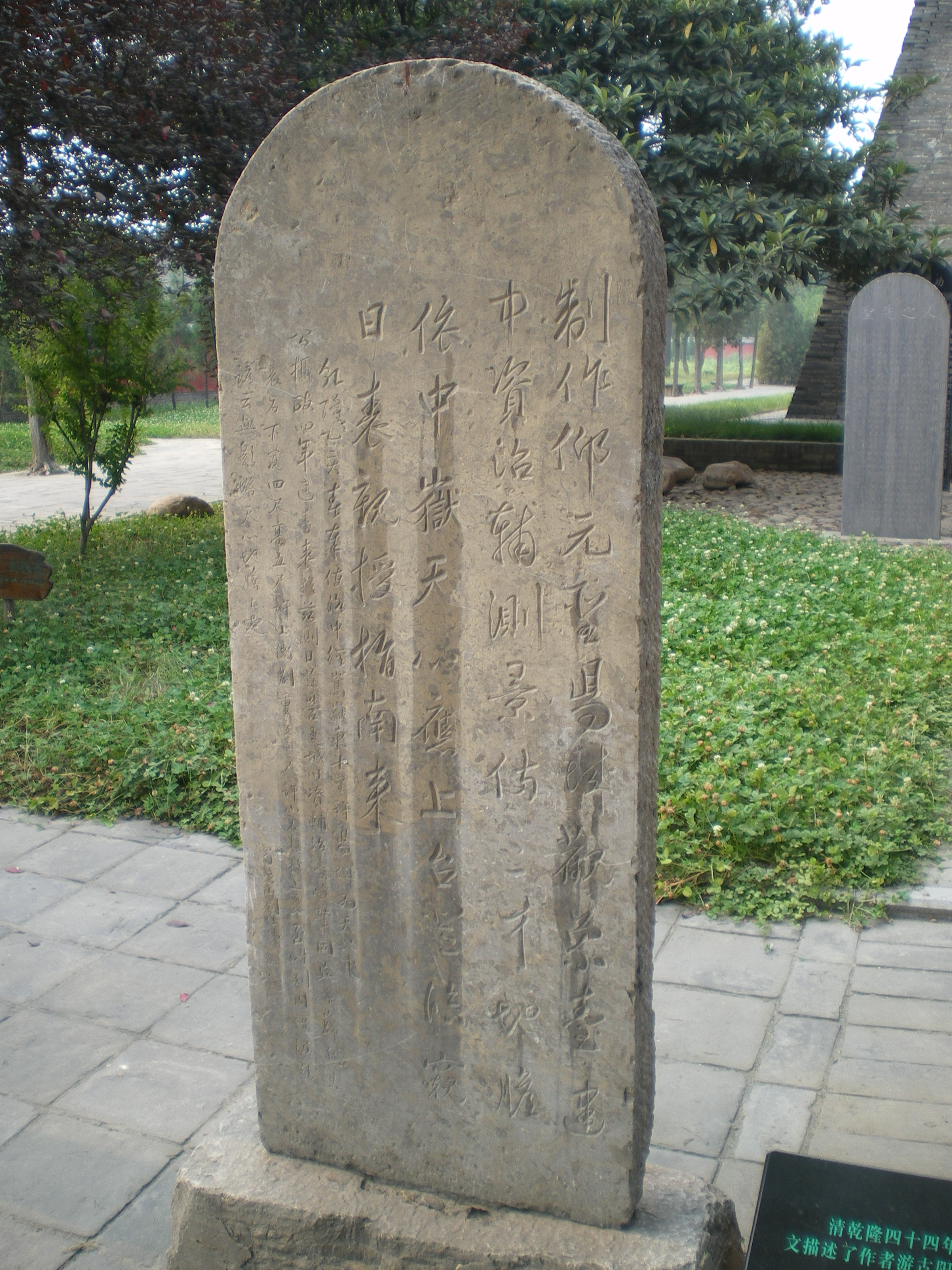